# Riegelsville
Riegelsville  è una borough degli Stati Uniti d'America, nella contea di Bucks nello Stato della Pennsylvania. Secondo il censimento del 2010 la popolazione è di 868 abitanti.

## Società

### Evoluzione demografica
La composizione etnica vede una maggioranza di quella bianca (99,19%), seguita dagli afroamericani (0,23%) dati del 2000.
| borough di Riegelsville Popolazione |     |
| 2000                                | 863 |
| 2010                                | 868 |